# Leonid Koutchma
Leonid Danylovytch Koutchma (en ukrainien : Леонід Данилович Кучма), né le 9 août 1938 à Tchaïkine (région de Novhorod-Siverskyï, oblast de Tchernihiv), est un homme d'État ukrainien.
Ingénieur de profession, il est membre du Parti communiste de l'Union soviétique de 1960 à 1991, puis indépendant. Russophile, il est Premier ministre d'Ukraine de 1992 à 1993 et président du pays de 1994 à 2005. Il joue ensuite un rôle de médiation dans le cadre de la guerre du Donbass.

## Jeunesse et carrière professionnelle

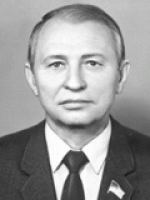
Leonid Koutchma en 1990.

Leonid Koutchma naît en 1938 dans une famille paysanne du nord de l'Ukraine. Son père, Danylo Prokopovytch Koutchma, est blessé en 1942 durant la Seconde Guerre mondiale et meurt de ses blessures dans l'hôpital de campagne no 756 (près du village de Novoselytsia) alors que Leonid Koutchma a quatre ans. Sa mère, Paraska Koutchma, travaille dans un kolkhoze.
Leonid Koutchma est scolarisé dans une école d'enseignement général dans le raïon de Semenivka, un district voisin de sa ville d'enfance. Il s'inscrit ensuite à l'université nationale de Oles-Hontchar à Dniepropetrovsk (aujourd'hui Dnipro), où il obtient en 1960 un diplôme d'ingénieur en génie mécanique. La même année, il rejoint le Parti communiste de l'Union soviétique.
Il devient cadre supérieur dans l'usine Ioujmach de Dniepropetrovsk qui fabrique les principaux missiles intercontinentaux de l'Union soviétique avant d'occuper le poste de directeur. En 1967, il épouse Lyoudmila. Son épouse lève des fonds de charité et soutient le mouvement paralympique dans le pays.

## Premier ministre
Directeur d'une des plus grandes usines du complexe militaro-industriel qui joue un rôle central dans l'économie du pays, Koutchma est nommé Premier ministre d'Ukraine le 13 octobre 1992, devenant le deuxième titulaire de ce poste. Il reste en fonction jusqu'au 22 septembre 1993.

## Président
En septembre 1993 Koutchma démissionne de son poste de Premier ministre et se porte candidat à l'élection présidentielle de 1994. Il incarne aux yeux des électeurs l'industriel soviétique typique de l'ère Gorbatchev, gestionnaire pragmatique qui arbore une tenue de businessman moderne alors que son concurrent, le président sortant Kravtchouk continue de porter le costume gris des apparatchiks soviétiques. Il mène une campagne électorale novatrice pour le pays au cours de laquelle il sillonne le pays en utilisant les médias télévisés. Il remporte la victoire grâce aux votes de la région industrielle (l'est de l'Ukraine) alors que son concurrent reçoit la majorité des voix dans l'ouest du pays.
Il veut stimuler l'économie par le rétablissement des relations économiques avec la Russie et plus rapidement passer à l'économie de marché après des dizaines d'années passées sous l'économie planifiée. Il est réélu en 1999. Certains journaux d'opposition au cours de sa présidence sont interdits et des journalistes sont morts dans des conditions mystérieuses.

### Mesures sur le plan intérieur

#### Politique économique

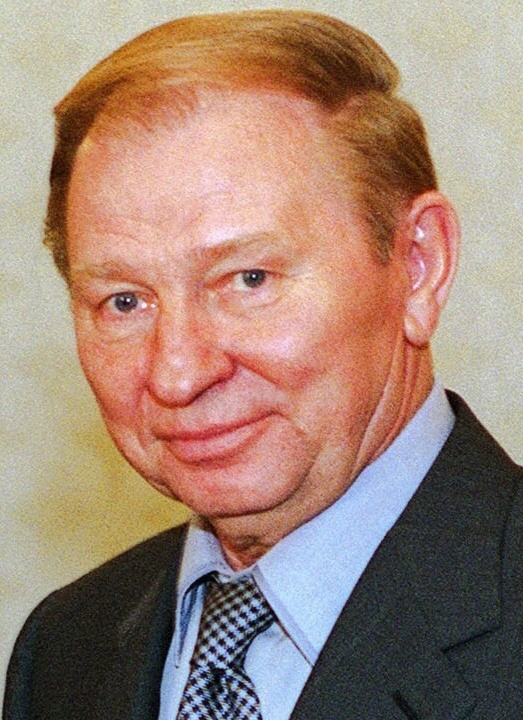
Leonid Koutchma en 2001.

En octobre 1994, Leonid Koutchma annonce la réalisation de réformes économiques, y compris la réduction des subventions, la levée des contrôles des prix, la baisse des taxes, la privatisation de l'industrie et de l'agriculture, et des réformes financières et bancaires. Le Parlement approuve les principaux points du plan. Le Fonds monétaire international promet un prêt de 360 millions de dollars pour initier ses réformes.
Il est réélu en 1999 pour son second mandat. Les opposants l'accusent d'implication dans l'assassinat en 2000 du journaliste d'opposition Gueorgui Gongadzé, ainsi que d'autres scandales, ce qu'il nie. Des critiques blâment Koutchma pour les restrictions sur la liberté de la presse. Koutchma semble jouer un rôle clé dans le limogeage du Conseil des ministres de l'Ukraine de Viktor Iouchtchenko par la Rada (le Parlement) le 26 avril 2001.
Le Premier ministre de Koutchma à partir de 2002 jusqu'au début de janvier 2005 a été Viktor Ianoukovytch, qui deviendra quelques années plus tard président à son tour.

### Politique étrangère

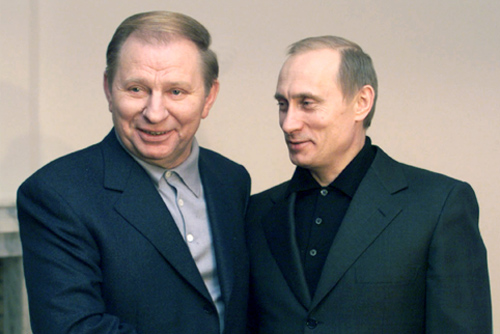
Leonid Koutchma et Vladimir Poutine, président de la fédération de Russie, en 2002.

Koutchma a signé un « traité d'amitié, de coopération et de partenariat » avec la Russie, et a approuvé une série de pourparlers avec la CEI. Il a désigné la langue russe comme « l'une des langues officielles ». Il a signé un accord de partenariat spécial avec l'OTAN, et même évoqué la possibilité d'adhésion à l'Alliance atlantique.
La popularité de Koutchma en Ukraine et à l'étranger a chuté par la suite car il est embourbé dans des scandales de corruption et tourné vers la Russie comme son nouvel allié, ce qu’il justifie en disant que l'Ukraine a besoin d'une politique étrangère qui équilibre les intérêts de l'Est et l'Ouest.

### Rôle dans la crise de l'élection de 2004
À l'approche de l’élection présidentielle de 2004, les oligarques opposés à Leonid Koutchma versent au moins 150 millions de dollars aux partis politiques d'opposition. Les États-Unis interviennent également afin de favoriser un changement de gouvernement en Ukraine. Selon Michael McFaul, ambassadeur des États-Unis en Russie de 2012 à 2014 et architecte de la politique de Barack Obama dans la région, le gouvernement américain a dépensé plus de 18 millions de dollars pour la « promotion de la démocratie » au cours des deux années précédant l’élection.
Le rôle de Leonid Koutchma dans la crise électorale de 2004 n'est pas entièrement clair. Après le second tour du 21 novembre 2004, Viktor Ianoukovytch apparaît vainqueur grâce à des fraudes, ce qui provoque la fureur de l'opposition et des observateurs indépendants, conduisant à la révolution orange. Leonid Koutchma invite alors Ianoukovytch et Victor Medvedtchouk (le chef du bureau présidentiel) à déclarer un état d'urgence. Il rejette cependant par la suite cette demande, Viktor Ianoukovytch accusant alors publiquement Koutchma d'avoir commis là une trahison. Néanmoins, le président Koutchma refuse de se séparer de son Premier ministre après que le Parlement a adopté une motion de censure contre le cabinet, le 1er décembre 2004.
L'organisation d'un nouveau second tour, remporté le 26 décembre 2004 par le candidat pro-occidental et meneur de la révolution orange Viktor Iouchtchenko, permet à Leonid Koutchma de rester en fonction jusqu'au 23 janvier 2005, totalisant ainsi dix ans et demi de présidence, un record à ce jour inégalé en Ukraine.

## Après la présidence

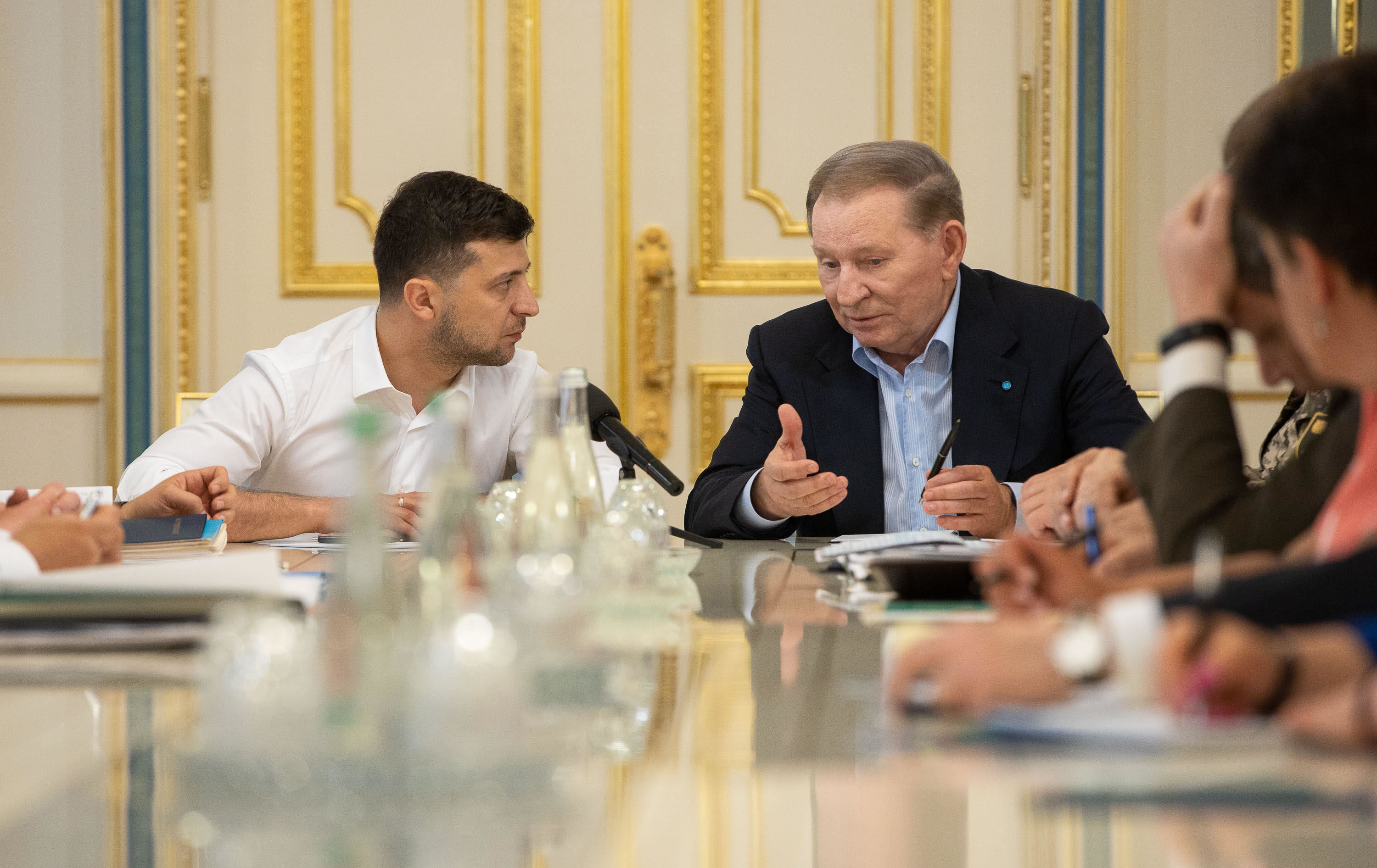
Leonid Koutchma échangeant avec Volodymyr Zelensky (2019).

Peu après l'investiture de Viktor Iouchtchenko, de peur d'être inculpé dans son pays pour des affaires de corruption, Koutchma quitte le pays pour Moscou. Il revient en Ukraine en 2009. Il se prononce en faveur de Viktor Ianoukovytch à l'élection présidentielle de 2010.
Le 24 mars 2011, Leonid Koutchma est inculpé d'abus de pouvoir dans le cadre de l'enquête sur la mort du journaliste d'opposition Gueorgui Gongadzé en 2000. L'ancien président est accusé de longue date d'être un des responsables de cet assassinat. Plusieurs suicides de témoins-clé sont relevés dans cette affaire.
En juillet 2014, Leonid Koutchma est choisi par le président Petro Porochenko pour représenter l'Ukraine aux négociations de Minsk (protocole de Minsk et Minsk II), avec les séparatistes de l'Est ukrainien. Le 3 juin 2019, le président Volodymyr Zelensky le nomme représentant de l'Ukraine au sein du groupe de contact pour la paix dans le Donbass.